# برکادزور
برکادزور (ارمنی: Բերքաձոր) یک منطقهٔ مسکونی در جمهوری آرتساخ است که در استان آسکران واقع شده‌است. ارمن‌آباد ۱۶۵ نفر جمعیت دارد و ۶۱۹ متر بالاتر از سطح دریا واقع شده‌است.